# Phymaturus
Phymaturus es un género de lagartos iguánidos propios de lugares rocosos que habitan la Patagonia argentina y ambas laderas de la cordillera de los Andes, tanto de Chile como Argentina. Estos lagartos vivíparos y herbívoros se caracterizan por tener la cabeza y cuerpo extremadamente chatos, lo que les permite refugiarse en las grietas de las rocas donde viven. 
El género comprende dos grupos de especies: el grupo palluma, que se extiende en Chile y en Argentina desde Catamarca (25° 38') hasta Neuquén (39° 3'), y el grupo patagonicus, sólo presente en Argentina, desde Mendoza (35° 47') hasta Chubut, aproximadamente a los 45° 30' de latitud sur. En algunas localidades coexisten especies de ambos grupos.
Las especies del grupo palluma son de mayor tamaño y cola más espinosa respecto al grupo patagonicus.  
Se les conoce por el nombre común de matuastos en Chile o lagartos cola piche en Argentina.

## Historia del género

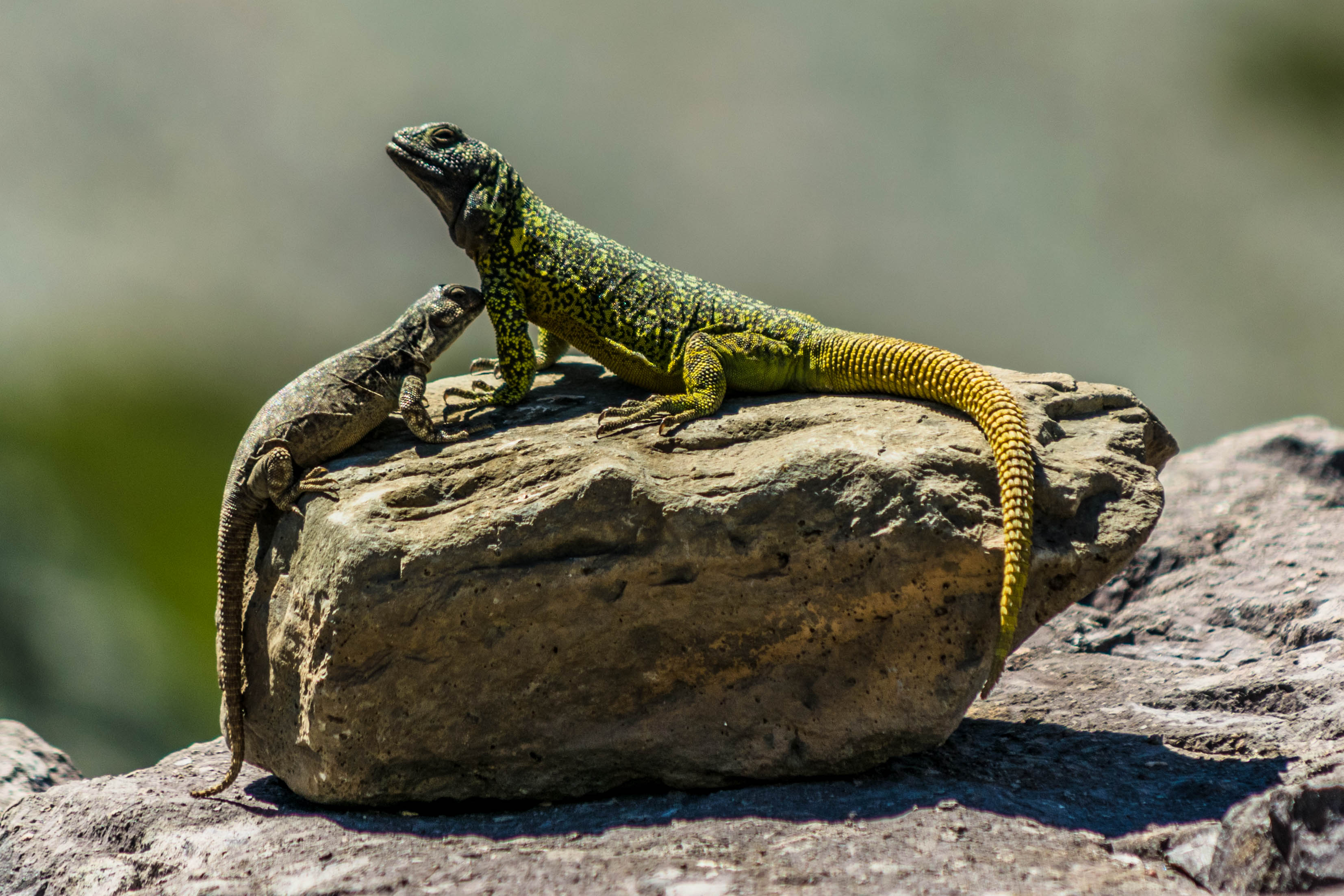
Phymaturus maulense, Reserva Nacional Altos de Lircay, San Clemente, Región del Maule, Chile.

Cuando Peters y Donoso Barros (1970) hicieron sus revisiones, el género incluía una especie con dos subespecie: Phymaturus palluma palluma (Molina) 1782, y Phymaturus palluma patagonicus (Koslowsky) (1898). Nuevas especies fueron descritas en las décadas de 1970 y 1980. En 1995 Etheridge realizó el primer estudio extenso del género, actualmente incluido en la familia Liolaemidae (que incluye los géneros Phymaturus, Liolaemus y Ctenoblepharys) y propuso una taxonomía cladística basada en los caracteres morfológicos. Elevó las subespecies a especies y reconoció formalmente los dos grupos de especies que habían sido propuestos por Cei en 1993 (aunque dentro del género Centrura), el grupo palluma que en ese entonces agrupaba cuatro especies y el patagonicus formado por seis especies.
A pesar de la publicación de varios estudios sistemáticos en el género en los últimos 30 años (Cei & Lescure, 1985; Lescure & Cei, 1991; Pereyra, 1992)[cita requerida], las relaciones filogenéticas entre las especies de Phymaturus permanecen aun complicadas e incluso la identidad de varias especies están en debate.
Pereyra (1992a)[cita requerida]  estudió la morfología externa, la cariología y las enzimas de seis especies de Phymaturus, pero en su estudio aplicó las técnicas fenéticas y estableció las distancias fenéticas entre los taxones pero no proporcionó una reconstrucción genealógica.
Cei & Videla (2003),[cita requerida] Scolaro & Cei (2003)[cita requerida][cita requerida] y Pincheira-Donoso (2004) describieron un total de tres nuevas especies para el género y discutieron entre otros aspectos esenciales, las rutas evolutivas que estos lagartos parecen haber seguido en épocas pasadas, y el irresoluto problema de la identidad del verdadero palluma, un lagarto coleccionado por [[Charles Darwin]] en su viaje del Beagle, y posteriormente descrito por Bell en (1843)[cita requerida] .  El material del tipo está depositado en el Museo de Historia Natural de Londres. La falta de una localidad tipo precisa dio lugar a especulaciones acerca de la misma y de la identidad de P. gynechlomus, Otras controversias o sinonimias incluye a P. agilis, P. excelsus, P. spectabilis, P. paihuanense, P. damasense y P. dorsimaculatus. 

## Especies
Actualmente se considera que el género está compuesto por 52 especies válidas, 23 pertenecientes al grupo palluma y 29 al grupo patagonicus.
Grupo palluma:
- Phymaturus aguanegra[7] Lobo, Laspiur & Acosta, 2013
- Phymaturus aguedae Troncoso-Palacios & Esquerré, 2014
- Phymaturus alicahuense Nuñez, Veloso, Espejo, Veloso, Cortes & Araya, 2010
- Phymaturus antofagastensis Pereyra, 1985
- Phymaturus bibronii (Guichenot, 1848)
- Phymaturus darwini Nuñez, Veloso, Espejo, Veloso, Cortes & Araya, 2010
- Phymaturus denotatus Lobo, Nenda & Slodki, 2012
- Phymaturus dorsimaculatus
- Phymaturus extrilidus Lobo, Espinoza, Sanabria & Quiroga, 2012
- Phymaturus fiambala Lobo et al. 2019
- Phymaturus laurenti Lobo, Abdala & Valdecantos, 2010
- Phymaturus loboi Troncoso Palacios et al. 2018
- Phymaturus mallimaccii Cei, 1980
- Phymaturus maulense Nuñez, Veloso, Espejo, Veloso, Cortes & Araya, 2010
- Phymaturus palluma (Molina, 1782)
- Phymaturus punae Cei, Etheridge & Videla, 1985
- Phymaturus querque Lobo, Abdala & Valdecantos, 2010
- Phymaturus roigorum Lobo & Abdala, 2007
- Phymaturus timi Hibbard et al. 2019
- Phymaturus tromen Lobo & Nenda 2015
- Phymaturus verdugo Cei & Videla, 2003
- Phymaturus vociferator Pincheira-Donoso, 2004
- Phymaturus williamsi[7] Lobo, Laspiur & Acosta, 2013

Grupo patagonicus
- Phymaturus cacivioi Lobo & Nenda 2015
- Phymaturus calcogaster Scolaro & Cei, 2003
- Phymaturus camilae Scolaro et al. 2013
- Phymaturus castillensis Scolaro & Pincheira-Donoso, 2010
- Phymaturus ceii Scolaro & Ibargüengoytía, 2007
- Phymaturus chenqueniyen Lobo et al. 2022
- Phymaturus curivilcun Scolaro et al., 2016
- Phymaturus delheyi Avila, Fulvio-Perez, Perez & Morando, 2011
- Phymaturus desuetus Scolaro & Tappari, 2009
- Phymaturus etheridgei Lobo, Abdala & Valdecantos, 2010
- Phymaturus felixi Lobo, Abdala & Valdecantos, 2010
- Phymaturus indistinctus Cei & Castro, 1973
- Phymaturus katenke Scolaro et al., 2021
- Phymaturus manuelae Scolaro & Ibargüengoytía, 2008
- Phymaturus maquinchao  Lobo et al. 2022
- Phymaturus nevadoi Cei & Roig, 1975
- Phymaturus niger Lobo et al., 2021
- Phymaturus patagonicus Koslowsky, 1898
- Phymaturus payuniae Cei & Castro, 1973
- Phymaturus rahuensis Gonzales Marin et al. 2016
- Phymaturus robustus Lobo et al., 2021
- Phymaturus sinervoi Scolaro, De la Cruz & Ibargüengoytía, 2012
- Phymaturus sitesi Avila, Fulvio-Perez, Perez & Morando, 2011
- Phymaturus somuncurensis Cei & Castro, 1973
- Phymaturus spurcus Barbour, 1921
- Phymaturus tenebrosus Lobo & Quinteros, 2005
- Phymaturus videlai Scolaro & Pincheira-Donoso, 2010
- Phymaturus yachanana[8] Ávila, Pérez, Minoli & Morando, 2014
- Phymaturus zapalensis Cei & Castro, 1973